# Stanley R. Jaffe
Pour les articles homonymes, voir Jaffe.
Stanley Richard Jaffe, né le 31 juillet 1940 à New Rochelle (New York) et mort à Rancho Mirage le 10 mars 2025, est un producteur de cinéma. Il produit notamment Liaison fatale, Les Accusés et Kramer contre Kramer.

## Biographie
Stanley R. Jaffe obtient un Baccalauréat en sciences en 1962 à Wharton School, Université de Pennsylvanie. Il est le fils de Leo Jaffe, cadre de cinéma et « Hollywood Deal Maker» et ami proche de Sam Spiegel.

## Carrière
En 1962, Jaffe rejoint Seven Arts Productions et en 1964 il est nommé assistant du président de cette société. Après que Warner Bros. ait acheté Seven arts en 1967, Jaffe rejoint CBS pendant deux ans.
Après la production de Goodbye Columbus, Jaffe devient vice-président et officier chef des opérations (COO) de Paramount Pictures en 1970 et pendant trois mois il est président de Paramount Television, poste dont il démissionne en 1971 pour former sa société de production indépendante, Jaffilmls,,, qui fut « associée » à Columbia Pictures. Jaffilms produit également Les rebelles viennent de l'enfer (1972) et La Chouette Équipe (The Bad News Bears, 1976). En 1977 Jaffe devient vice-président de Worlwide Production chez Columbia Pictures.
Jaffe revient à la production indépendante avec Kramer contre Kramer en 1979. En 1983, il commence à collaborer avec Sherry Lansing, qui est alors présidente de 20th Century-Fox, et ils fondent la société de production Jaffe-Lansing,. En 1991, il est nommé président et COO de Paramount Communications et dissout son partenariat avec Sherry Lansing. En 1992, il succède à Brandon Tartikoff à la présidence de Paramount Pictures.
Quand Viacom achète Paramount en 1994, Jaffe est mis à la porte et entame des poursuites judiciaires contre Paramount pour tenter d'obtenir un montant de vingt millions de dollars en stock option et en stock options. Le dossier est refusé par le tribunal en 1995 et la société de Jaffe, Jaffilms, conclut un accord avec Sony Pictures Entertainment.

## Filmographie

### Comme producteur
- 1969 : Goodbye Columbus
- 1969 : I Start Counting
- 1972 : Les rebelles viennent de l'enfer (Bad Company) de Robert Benton
- 1976 : La Chouette Équipe (The Bad News Bears)
- 1979 : Kramer contre Kramer (Kramer vs. Kramer)
- 1981 : Taps
- 1983 : Avis de recherche (Without a Trace)
- 1984 : Firstborn
- 1987 : Liaison fatale (Fatal Attraction)
- 1988 : Les Accusés (The Accused)
- 1989 : Black Rain
- 1992 : School Ties
- 1998 : Madeline
- 2000 : I Dreamed of Africa
- 2002 : Frères du désert (The Four Feathers)

### Comme réalisateur
- 1983 : Avis de recherche (Without a Trace)